# Pseudoscopelus pierbartus
Pseudoscopelus pierbartus és una espècie de peix de la família dels quiasmodòntids i de l'ordre dels perciformes.

## Descripció
El cos, allargat, fa 13, 8 cm de llargària màxima. 18-22 radis tous a les dues aletes dorsals i 19-20 a l'anal. Aletes pectorals amb 13-14 radis tous i pelvianes amb 1 espina i 5 radis tous. Les dents de la vora anterior del premaxil·lar són recorbades. Línia lateral no interrompuda i amb 72-76 escates.

## Hàbitat i distribució geogràfica
És un peix marí i batipelàgic (els adults entre 829 i 1.770 m de fondària i els joves entre 50 i 1.025), el qual viu a l'Atlàntic nord (el golf de Biscaia a França) i a l'Atlàntic sud-occidental (48°N-20°S, 67°W-4°W, incloent-hi el Brasil).

## Observacions
És inofensiu per als humans i el seu índex de vulnerabilitat és baix (25 de 100).